# 異戊酸血症
異戊酸血症是一種遺傳病，其會導致白胺酸無法正常代謝，最後導致3-甲基丁酸的堆積。
此遺傳病的發生率未知。
遺傳方面，其遺傳方式為體染色體隱性遺傳。